# Buellia vioxanthina
Buellia vioxanthina är en lavart som beskrevs av Elix. Buellia vioxanthina ingår i släktet Buellia och familjen Physciaceae.   Inga underarter finns listade i Catalogue of Life.